# Administración de los Servicios de Salud del Estado
La Administración de los Servicios de Salud del Estado (ASSE) es el prestador estatal de salud pública en Uruguay. Cuenta con una red de servicios en todo el país.

## Antecedentes
Hacia el año 1889 la gestión de los hospitales públicos estaba a cargo por la Comisión de Caridad y Beneficencia Pública, a comienzos del novecientos el Estado crearía el Consejo Nacional de Higiene, con funciones fundamentalmente normativas y de contralor adquiriendo el estado un mayor protagonismo en la sanidad pública, sobre todo con la creación de la Asistencia Pública Nacional, órgano encargado de la gestión y administración de los sanatorios públicos. 
La creación de la misma, trajo también la construcción de nuevas instituciones públicas hospitalarias, así como asilos para los más vulnerables, o para las enfermedades que causaron ciertas epidemias en la época, tal es el ejemplo de la Colonia de Convalecientes. 
En 1934, durante el gobierno de Gabriel Terra, es creado el Ministerio de Salud Pública, el cual absorbió a las dos instituciones públicas existentes en temas de salud, tales como la Comisión de Higiene y la Asistencia Pública Nacional. Por tanto la nueva secretaría de Estado tendría la gestión y administración de los hospitales públicos de todo el país. 

## Creación
En 1987 como sucesora de la desaparecida Asistencia Pública Nacional es creada la Administración de los Servicios de Salud del Estado, a quien se le otorgó la administración de los centros de salud de todo el país, pero bajo la tutela del Ministerio de Salud Pública. 
En julio de 2007, con la aprobación de la ley 18.161, la Administración de los Servicios de Salud del Estado se convierte  en un organismo descentralizados del Poder Ejecutivo y en un prestador estatal de salud.
En la actualidad, la administración es dirigida y administrada por un directorio compuesto de cinco miembros, los cuales son designados por el Presidente de la República en acuerdo con el Consejo de Ministros, previa venia de la Cámara de Senadores. De los cinco miembros uno representa a los trabajadores del órgano y otro a los usuarios.

### Cometidos
- Organizar y gestionar los servicios con respecto al cuidado de la salud a nivel de prevención y tratamiento de los enfermos.
- Coordinar con los demás organismos de prestación de servicios de salud del Estado, para maximizar la calidad de los mismos.
- Formar parte del Sistema Nacional Integrado de Salud (SNIS).
- Brindar los servicios que anteriormente a su creación, brindaba el servicio desconcentrado.
- Contribuir, a los cambios de las prácticas, actitudes y estilos de vida, que ponen en riesgo la salud de la población.[2]

## Hospitales
Cuenta con una amplia red de servicios en todo el país. Los centros asistenciales bajo la órbita de este órgano se dividen en regiones y en redes de atención primaria y secundaria.

### Región Sur
- Hospital Maciel
- Hospital Pasteur
- Hospital Centro Geriátrico Dr. Luis Piñeyro del Campo
- Centro Hospitalario del Norte Gustavo Saint Bois
- Hospital Español de Montevideo - Sanatorio José Crottogini
- Hospital Pereira Rossell
- Hospital de la Mujer Paulina Luisi
- Hospital Dr. Francisco Soca
- Hospital Filtro
- Hospital del Cerro

### Región Este
- Hospital Doctor Elbio Rivero Moreno de Maldonado
- Hospital Doctor Alfredo Vidal y Fuentes de Minas

### Región Norte
- Hospital Regional de Salto
- Hospital de Tacuarembó

### Región Oeste
- Hospital de Colonia
- Hospital Raúl Amorín Cal de Florida

### Hospitales departamentales
(Centros del segundo nivel de atención).

#### Artigas
- Hospital de Artigas
- Hospital de Bella Unión

#### Canelones
- Hospital Alfonso Espínola de Las Piedras
- Centro auxiliar de Pando

#### Cerro Largo
- Hospital de Melo
- Centro auxiliar Dr. Alfredo Vidal y Fuentes de Río Branco

#### Colonia
- Hospital José Artigas de Carmelo
- Centro auxiliar de Rosario
- Hospital de Juan Lacaze

#### Durazno
- Hospital Doctor Emilio Penza

#### Flores
- Hospital Edison Camacho de Trinidad

#### Maldonado
- Hospital de San Carlos

#### Paysandú
- Hospital y Escuela del Litoral Galan y Rocha

#### Rivera
- Hospital departamental de Rivera

#### Río Negro
- Hospital Ángel Maximiliano Cuervo de Fray Bentos
- Centro auxiliar de Young

#### Rocha
- Hospital departamental de Rocha
- Centro auxiliar de Chuy
- Centro auxiliar de Castillos

#### San José
- Hospital departamental de San José de Mayo

#### Soriano
- Hospital Zoilo Chelle de Mercedes
- Hospital Alejandro Bardie de Dolores
- Hospital Doctor Rogelio Sosa de Cardona

#### Tacuarembó
- Hospital Dr. Ruben Curi de Paso de los Toros

#### Treinta y Tres
- Hospital José Percovich

## Primer nivel de atención
La Red de Atención de Primer Nivel (RAP) es la red de policlinicos encargada de brindar el primer nivel de atención de salud para toda la población e usuarios, además de brindar medicina familiar y general en el territorio. Tiene como objetivos la promoción de la salud y la prevención de enfermedades. Fue creado mediante la ley 18.719 (enlace roto disponible en Internet Archive; véase el historial, la primera versión y la última). en su artículo 722. Cuenta con amplia cobertura en todo el país.

## Sistema de emergencias
Cuenta con un sistema nacional y unificado  de emergencias.

## Centros especializados
- Hospital Vilardebó
- Hospital Luis Piñeyro del Campo
- Hospital Oftalmológico José Marti
- Instituto Nacional del Cáncer
- Instituto Nacional de Ortopedia y Traumatología
- Instituto Nacional de Reumatología
- Servicio Nacional de Sangre